# Franklin Tshiamala Manyiku
 Franklin Tshiamala Manyiku  est un homme politique de la république démocratique du Congo. Le 7 décembre 2014,  Il est nommé par le président Joseph Kabila au poste de vice-ministre de Plan au sein du deuxième gouvernement du Premier ministre Augustin Matata Ponyo,.